# Henri Berchmans
Pour les articles homonymes, voir Berchmans.
Henri Berchmans, né le 4 janvier 1856 à Liège et mort 5 juillet 1911 dans sa ville natale, est un peintre belge. Il est également professeur de 1885 à 1911 à l'Académie royale des beaux-arts de Liège.

## Biographie
Fils d'Arthur Berchmans, instituteur de profession, Henri Xavier Berchmans est né le 4 janvier 1856 à Liège,. Il est le frère du peintre Émile-Édouard Berchmans (1843-1914), oncle du peintre Émile Berchmans (1867-1947) et du sculpteur Oscar Berchmans (1869-1950), et père du sculpteur Jules Berchmans (1883-1951),,. 
Il se forme à l'Académie royale des beaux-arts de Liège et réalise des voyages artistiques en Allemagne, en Italie, aux Pays-Bas et à Paris. Il épouse Lambertine Clara Petry, avec qui il a un fils, Jules, en 1883,, et une fille, Marguerite, en 1889.
En 1879, il est nommé professeur de dessin dans les écoles primaires. Commence alors une longue carrière professorale qui s'étend de 1879 à 1911. En 1882, il est nommé professeur à l'athénée, succédant à Édouard van Marcke. De 1885 à 1911, il enseigne (reprenant les cours de 2e année du cycle inférieur d'apprentissage d'Émile D'heur) à l'Académie royale des beaux-arts de Liège,,,, où il est « un des professeurs les plus estimés ». En 1903, il renonce à son professorat à l'athénée pour accepter un poste d'enseignant de dessin, d'anatomie et d'expression à la section des demoiselles de l'Académie. Il est également chargé de l'organisation des cours de perspective pour l'obtention du diplôme de professeur de dessin dans les écoles moyennes de l'État.
Il décède le 5 juillet 1911 à Liège d'une congestion,,.

## Œuvre
Jacques Goijen estime qu'« il se fit remarquer par ses œuvres de genre plus que par ses rares paysages ». La rubrique nécrologique du journal La Meuse, quant à elle, indique que « c'était un artiste de très réel mérite, qui excellait dans le portrait et dans les scènes d'intérieur. Il avait un sens merveilleux de la lumière et, sous ce rapport, il a laissé des tableaux d'un charme intimement pénétrant ».

## Expositions
- 1888 : Exposition des Beaux-Arts, du 29 avril au 17 juin, Conservatoire royal, Liège[11].
- 1903 : Salon de Bruxelles, du 5 septembre au 2 novembre, hall du Palais du Cinquantenaire, Bruxelles (il y expose Heures lentes)[6],[12].
- 1908 : XXIe Salon de l'Œuvre des Artistes, du 9 mai au 26 juin, palais des beaux-arts, Liège[13].